# دماب (اردل)
دماب (اردل)، روستایی از توابع بخش مرکزی شهرستان اردل در استان چهارمحال و بختیاری ایران است.

## جمعیت
این روستا در دهستان دیناران قرار دارد و براساس سرشماری مرکز آمار ایران در سال ۱۳۸۵، جمعیت آن ۴۵ نفر (۹خانوار) بوده است. ولی امروزه به بیش از ۱۳۰۰ نفر می‌رسد. در روستایی دماب خانوارهایی که در روستا زندگی می‌کنند ۱۲۰ خانوار است.

## اقوام
مردم روستای دماب از قوم لر و ایل بختیاری می‌باشند و به زبان لری با گویش بختیاری تکلم می‌کنند.

## طوایف بختیاری
اکثر طوایف روستای دمابشاخه هفت لنگ شامل دورکی باب شامل طایفه زراسوند تیره مشایخ می‌باشند.

## آب وهوا
در این روستا آب هوا در بهار معتدل در تابستان گرم در پاییز کمی سرد و در زمستان بسیار سرد است.
فهرست روستاهای شهرستان اردل
- فهرست روستاهای ایران